# 福田進

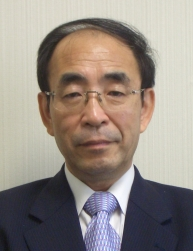

福田 進（ふくだ すすむ、1948年（昭和23年）8月26日 - ）は、日本の大蔵・財務官僚。奈良県吉野郡出身。

## 人物
1971年に大蔵省入省。同期入省者に、藤井秀人（日本政策投資銀行副社長、財務事務次官）、寺澤辰麿（横浜銀行頭取、国税庁長官）、高木祥吉（ゆうちょ銀行社長、金融庁長官）、田村義雄（クロアチア大使、環境事務次官）、志賀櫻（弁護士）、吉永國光（東和銀行会長、同行頭取）、坂井隆憲（衆議院議員）、山本幸三（衆議院議員）などがいる。
主として主税畑でキャリアを積んだ。財務省退官後、損害保険協会副会長を務め、麻生内閣の内閣官房副長官補に就任。なお、右翼活動家（防共挺身隊に関係する）福田進とは別人物。

## 経歴

### 学歴
- 1964年3月 - 奈良女子大学文学部附属中学校卒業
- 1967年3月 - 奈良女子大学文学部附属高等学校卒業
- 1971年3月 - 東京大学法学部第1類（私法コース）卒業[1]

### 職歴
- 1971年4月 - 大蔵省入省（国際金融局投資第一課）
- 1973年8月 - 大臣官房調査企画課
- 1974年7月 - 主計局法規課調査主任[2]
- 1976年7月 - 弘前税務署長
- 1977年7月 - 国際金融局短期資金課長補佐
- 1979年7月 - 理財局国債課長補佐
- 1980年7月 - 理財局国庫課長補佐
- 1981年7月 - 主計局給与課長補佐
- 1983年6月 - 主計局主計官補佐（厚生係主査）
- 1986年6月 - 大阪国税局調査部長
- 1988年6月 - 大臣官房付（コロンビア大学研究員）
- 1989年9月 - 大臣官房企画官兼主税局税制第二課
- 1990年7月 - 大臣官房参事官兼主税局
- 1991年6月 - 主計局主計官（主計局法規課）
- 1992年7月 - 主計局主計官（文部、科学技術・文化担当）
- 1993年7月 - 主税局税制第二課長
- 1994年7月 - 主税局税制第一課長
- 1995年5月 - 主税局総務課長
- 1996年7月 - 東海財務局長
- 1997年7月 - 大臣官房参事官（大臣官房担当）
- 1998年1月 - 大臣官房審議官（主税局担当）
- 2000年6月 - 東京国税局長
- 2001年7月 - 国税庁次長
- 2003年7月 - 会計センター所長兼財務総合政策研究所長
- 2004年7月 - 主税局長
- 2006年7月 - 国税庁長官
- 2007年
  - 7月 - 退官
  - 9月 - 社団法人日本損害保険協会副会長
- 2008年9月 - 内閣官房副長官補[3]
- 2010年 - 退官、住友信託銀行株式会社顧問
- 2012年
  - 7月 - 一般財団法人日本不動産研究所顧問
  - 11月 - 一般財団法人日本不動産研究所 代表理事 理事長
- 2015年 - 東京海上日動火災保険監査役[4]
- 2016年 - 丸紅取締役[4]
- 2017年11月 - 一般財団法人日本不動産研究所代表理事・会長[4]
- 2019年 - 公益財団法人日本租税研究協会副会長（代表理事）[4]
- 2018年11月 - 瑞宝重光章受章